# Bonnaud
Bonnaud je priimek več oseb:
- Armand-Pierre-Marie Bonnaud, francoski general
- Frédéric Bonnaud, francoski novinar
- Jakob Bonnaud, blaženi